# Pélargonium
Pelargonium
Cet article concerne les espèces sauvages ayant donné les Géraniums de jardinerie, le genre Pelargonium stricto sensu. Pour l'article concernant le genre Géranium, voir Géranium (genre).
Genre
Classification phylogénétique
Les pélargoniums désignent dans la langue commune, les espèces du genre botanique Pelargonium de la famille des Geraniaceae. Les espèces sauvages sont des plantes herbacées, des arbrisseaux, ou des plantes à tubercules (géophytes), aux feuilles alternes et aux fleurs groupées en pseudo-ombelles, majoritairement originaires d'Afrique australe.
Les pélargoniums sont comestibles. Les feuilles sont utilisées pour parfumer les salades, les soupes, les plats de fruits, les gelées, les sorbets, les glaces, les gâteaux. Une infusion de feuilles est utilisée comme thé,.
En horticulture, ces espèces sauvages et les lignées d'hybrides auxquelles elles ont donné naissance, sont généralement nommées (à tort,,,) dans la langue commune, géraniums (des fleuristes), depuis presque quatre siècles (exception faite des Pélargoniums des fleuristes ou Pelargonium ×domesticum). Le nom vernaculaire « pélargonium » dont la première occurrence en français date de 1855, a toujours du mal à supplanter cette ancienne appellation.
Actuellement, 280 espèces de Pelargonium sauvages ont été répertoriées, en grande majorité (à 71 %) en Afrique du Sud.

## Étymologie
Le terme de latin scientifique Pelargonium  dérive du grec πελαργός - pelargós, désignant la cigogne, la forme du fruit du végétal évoquant le bec de l'échassier.
Il convient de bien distinguer les noms en latin botanique, écrit en italique, comme Pelargonium, des noms vernaculaires, sans italique, comme « pélargonium » du français commun. Les termes scientifiques évoluent de manière très différente des termes de la langue commune.

## Histoire
La découverte des Pelargonium par les naturalistes européens est très liée à l'histoire des grandes découvertes qui virent les Européens, à partir du XVe siècle, se lancer dans l'exploration intensive de notre planète. La colonie du Cap (située en Afrique du Sud) sur la route des épices, fut établie en 1691 par les Néerlandais puis passa sous pavillon britannique en 1806.

### Avant Linné

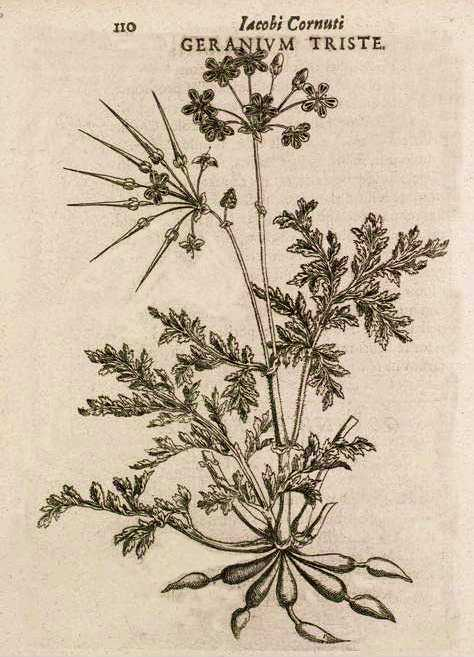
Geranium triste, Jacques Philippe Cornut, Canadensium Plantarum, Paris, 1635

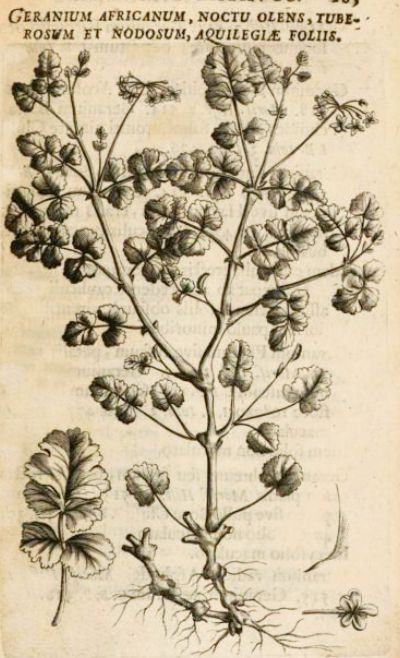
Un des Geranium Africanum du Cap, illustré par Paul Hermann, 1687
Comme on peut le voir, les dénominations latines pré-linéennes sont très longues.

Le premier Geranium Africanum (actuellement connu sous le nom de Pelargonium triste L.) à être introduit en Europe, fut probablement découvert par des apothicaires accompagnant les garnisons hollandaises au Cap. Ses grosses racines tubéreuses qui étaient utilisées localement contre la dysenterie lui permirent de mieux survivre au long voyage vers l'Europe où il fut cultivé au début du XVIIe siècle.
La première culture connue est celle d'un jardinier parisien, nommé René Morin, dont le catalogue de plantes comportait des Geranium Indicum odoratum flore maculato depuis 1621. Le qualificatif Indicum venait du fait que les spécimens avaient été ramenés sur des navires en provenance d'Inde (et faisant escale au Cap). Morin était spécialisé dans la culture des bulbes, en particulier des tulipes qu'il faisait venir de Hollande. Il est donc probable qu'il ait aussi obtenu son Geranium Indicum de ce pays.
On apprend aussi par l'intermédiaire de l'apothicaire et botaniste britannique, Thomas Johnson que le Geranium Indicum fut importé de France en Angleterre par le jardinier John Tradescant (comme indiqué dans l'édition révisée de The Herball or General Historie of Plants). Ce dernier, grand collectionneur de plantes rares, l'avait fait venir de chez le « fleuriste » (pépiniériste) René Morin qui le cultivait depuis un certain temps dans son jardin du faubourg Saint-Germain. Johnson aurait vu ce Geranium Indicum fleurir pour la première fois en Angleterre en juillet 1632 chez Tradescant. Il indiquait en outre qu'il dégageait un parfum suave et musqué la nuit.
En 1635, le médecin botaniste français Jacques Philippe Cornut, lui aussi client des pépinières Morin, décrivit précisément en latin et illustra la plante sous le nom de Geranium Triste dans son ouvrage de 1635, Canadensium plantarum.
Les premières descriptions botaniques de plusieurs espèces sud-africaines sont dues à Paul Hermann, un botaniste et médecin néerlandais d'origine allemande. Il fut envoyé en 1672 par la V.O.C. à Ceylan et lors de l'escale au Cap, il constitua le premier herbier connu des plantes sud-africaines. En explorant les affleurements sableux de la Montagne de la Table, il trouva un arbrisseau de 2 m de haut aux fleurs roses, qui est actuellement connu sous le nom de Pelargonium cucullatum. Il ne pouvait pas imaginer que cette plante deviendrait l'ancêtre du groupe Regal des superbes géraniums à grandes fleurs des fleuristes.
Hermann retourna par la suite à Leyde en 1680 où il venait d'être nommé professeur de botanique et directeur du Jardin botanique de l'Université de Leyde. Dans sa première publication Horti academici Lugduno-Batavi catalogus 1687, il donne la description et l'illustration de plantes cultivées de ce Jardin botanique. On y trouve décrites 34 plantes du Cap dont de 9 Geranium Africanum, avec des dénominations latines prélinéennes complexes. Ces Géraniacées seront classées plus tard dans le genre Geranium par Linné puis dans le genre Pelargonium par L'Héritier. Ce furent les premières descriptions de ce qui sera nommé plus tard « Pelargonium ».
La construction d'une première serre au Jardin botanique de Leyde permit de conserver deux Geranium Africanum importants du Cap : le premier Pelargonium zonale (illustré par Jan Moninckx en 1690) et le Pelargonium peltatum ou géranium à feuilles de lierre. Au nouveau Jardin botanique d'Amsterdam, Jan Commelijn reçut aussi des spécimens et identifia une ou deux nouvelles espèces. Ainsi, au début du XVIIIe siècle, les ancêtres des trois principaux groupes des géraniums horticoles modernes, le Zonal, le Géranium-lierre, et le Regal, étaient arrivés en Hollande.
Les échanges de plantes entre l'Angleterre et la Hollande étaient fréquents et vers 1700, on commença à cultiver les Geranium Africanum dans les jardins anglais. Durant les années suivantes, l'exploration de l'Afrique du Sud conduisit à la découverte de nouvelles espèces qui furent ensuite introduites en Europe. En 1772, un jeune collecteur des jardins de Kew, Francis Masson, fut envoyé au Cap pour inventorier la flore locale. Il fut responsable pendant 20 ans, de l'introduction de 102 nouvelles espèces de pélargoniums.
Lorsque Linné fait la synthèse des travaux de botanique de son temps (dans Species plantarum, 1735), il rassemble sous le genre de Geranium, 39 espèces différentes qu'il inclut dans la classe des Monadelphia-Decandria (étamines soudées par leur filet, 10 étamines). Toutes ont en commun leur capsule allongée en forme de bec de cigogne, composée de cinq loges unitaires contenant chacune une graine. Linné subdivise le genre Geranium en 3 sous-classes :
1. la classe « à 7 étamines fertiles » rassemble 20 espèces africaines (comme Geranium triste)
2. la classe  « à 5 étamines fertiles » rassemble 3 espèces (comme Geranium cicutarium)
3. la classe « à 10 étamines fertiles » rassemble 15 espèces pour la plupart européennes (comme Geranium robertianum).

Le nom vulgaire « geranium » (à l'époque sans accent), qui reflétait prudemment les connaissances scientifiques de l'époque, s'employait donc légitimement pour désigner les géraniums sauvages d'Europe, mais aussi les géraniums introduits en nombre de plus en plus grand d'Afrique du Sud (voir l'histoire de la terminologie dans Geraniaceae). En français, comme en anglais, la langue commune a gardé le nom vulgaire de « géranium » jusqu'à l'époque contemporaine pour désigner ces géraniacées sud-africaines alors que la nomenclature botanique toujours en évolution, avait du mal à faire l'unanimité de la communauté des botanistes sur la dénomination correcte.

### Les aléas historiques  de la nomenclature après Linné
L'origine du terme Pelargonium, utilisé actuellement pour désigner ces plantes, remonte à Dillenius, un botaniste d'origine allemande qui travailla en Grande-Bretagne. En 1732, il suggéra que les espèces de Geranium Africanum avec des fleurs irrégulières et des pétales de taille inégale puissent être appelées Pelargonium, terme formé sur le modèle de Geranium, mais à partir de pelargós (πελαργός) « cigogne ». Il ne fit toutefois pas usage de son néologisme. Quelques années plus tard, Johannes Burman d'Amsterdam, en 1738, fit un usage marginal du terme pour quelques espèces. Et 1753, quand Linné dans son œuvre fondatrice de la nomenclature binomiale, Species Plantarum, traite des géraniums européens et africains, il n'utilise que le genre Geranium.

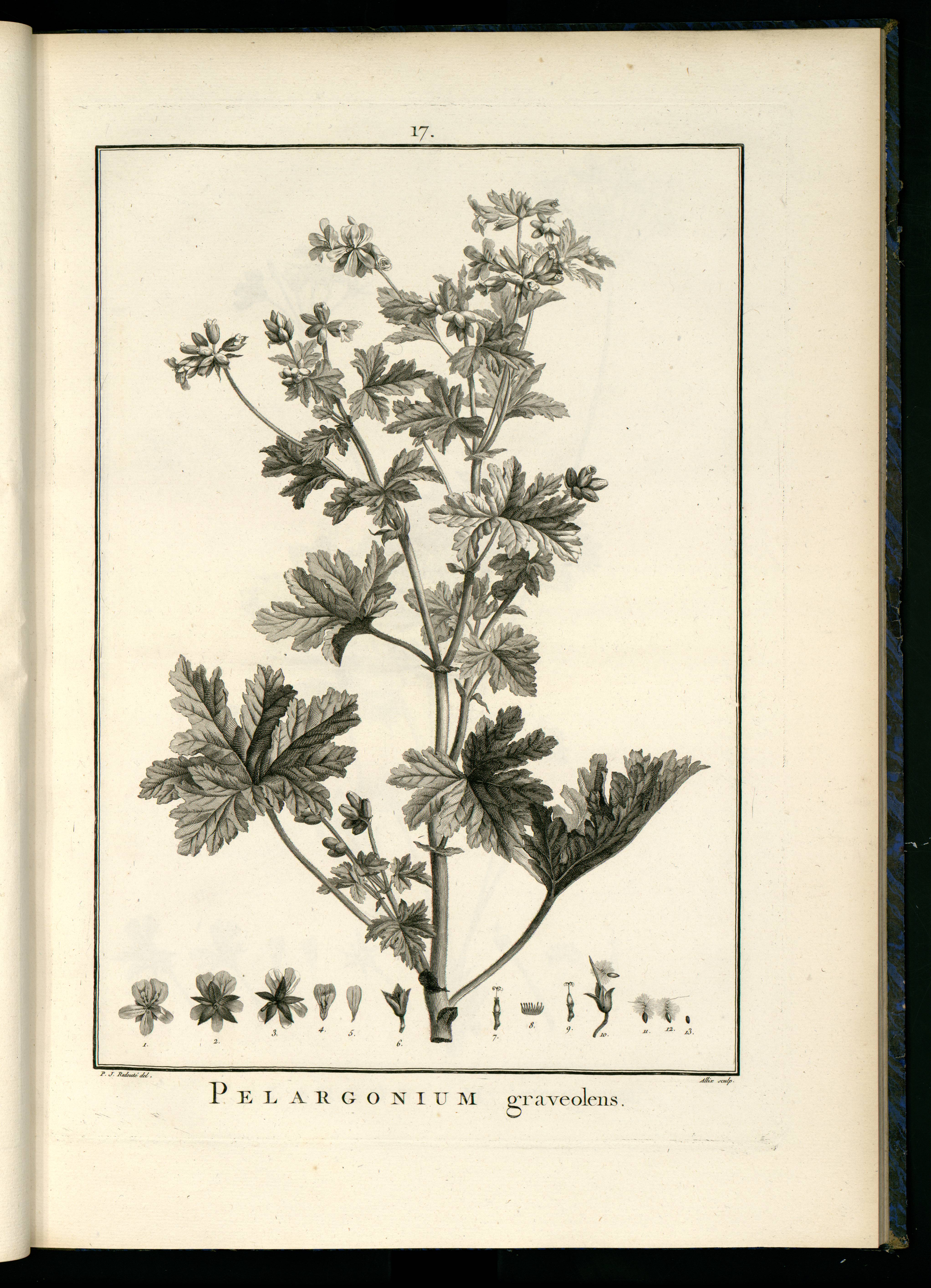
Illustration Pelargonium graveolens de Redouté dans Geraniologia de L'Héritier

À la veille de la Révolution de 1789, le magistrat et botaniste parisien, Charles L'Héritier, se trouvait à Londres où il put avoir accès pendant un an à l'herbier de Banks sur les géraniums africains. Il y travailla à un grand texte inachevé, intitulé Geraniologia,  illustré par plusieurs peintres et graveurs dont Pierre-Joseph Redouté, dans lequel il proposait de séparer le genre Geranium de Linné en trois genres : deux nouveaux genres, appelés Pelargonium et Erodium et le reliquat de l'ancien genre. Le premier regroupant les espèces possédant une corolle irrégulière (zygomorphe) et le second regroupant les espèces dont les filets des capsules sont barbus et en spirale. Restaient sous le genre Geranium, les espèces à corolle régulière (actinomorphe).
Pris dans le maelstrom de la Révolution, L'Héritier partisan d'une monarchie constitutionnelle, délaissa momentanément l'étude des plantes pour se lancer dans l'action politique qui allait donner les principes fondateurs des institutions politiques modernes de l'Europe. Il participa aux réformes, conduisit un bataillon de gardes nationaux et devint juge d'un tribunal révolutionnaire. Son travail botanique inachevé ne fut pas publié. Ses idées botaniques furent reprises ici et là par quelques auteurs. Ainsi, à Londres, William Aiton recopia un manuscrit inédit de L'Héritier, intitulé Compendium Generalogium pour rédiger le catalogue de plantes des Jardins de Kew, Hortus Kewensis, (1789). Aiton adopta les genres, Erodium et Pelargonium, mais garda la classe linnéenne de Monadelphia-Heptandria. La proposition de L'Héritier ne fut largement acceptée qu'au siècle suivant grâce aux travaux de Carl Ludwig Willdenow et d'Augustin Pyrame de Candolle (cf Classification de Candolle mise en pratique dans Prodromus Systematis Naturalis Regni Vegetabilis édition 1824-1873, voir Gallica Prodomus).
William Henry Harvey, colonial Treasurer au Cap, publie en 1860 Flora Capensis, ouvrage dans lequel il sépare les Pelargonium en 15 sections, dont beaucoup sont des fusions des sections proposées par de Candolle.

## Description
Les espèces du genre Pelargonium sont des arbustes, arbrisseaux, plantes herbacées ou géophytes à racines tubéreuses. Les tiges sont herbacées, subsucculentes, succulentes ou ligneuses.
Les feuilles sont alternes, entières ou composées.

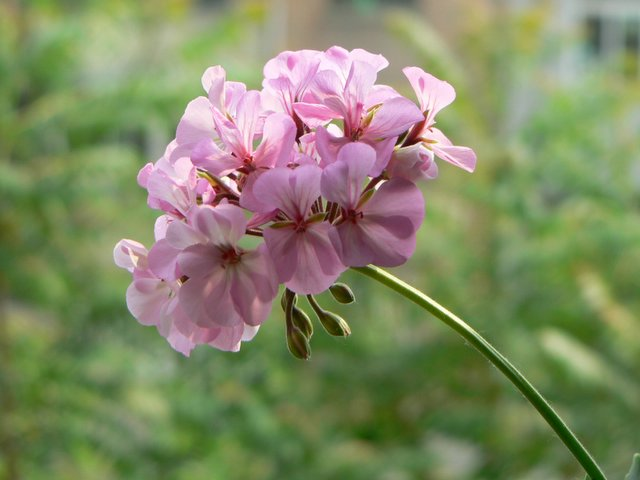
Inflorescence de pélargonium

Les inflorescences sont des pseudo-ombelles pédonculées. La fleur est zygomorphe (à symétrie bilatérale), avec un réceptacle transformé en hypanthium, et des tubes nectarifères. Les 5 sépales sont connés à la base, avec le dernier transformé en nectaire. La longueur de ce dernier est caractéristique de chaque espèce. Le nectaire est fusionné avec le pédicelle pour former l'hypanthium. Les 5 pétales sont généralement inégaux, de couleur blanche, crème, jaunâtre, verdâtre, rose, pourpre ou rouge. Les 2 pétales supérieurs sont souvent striés de taches. Ces différences sont généralement moins marquées avec les cultivars actuels, créés à l'époque victorienne où les horticulteurs cherchaient à obtenir des pétales réguliers. Parmi les 10 étamines connées à la base, un certain nombre (3 à 8) sont des staminodes stériles, parfois courbés. Le style se divise en 5 stigmates qui ne s'ouvrent qu'après la libération du pollen par les anthères, évitant ainsi l'autopollinisation.
Le fruit possède un bec (axe central) et 5 méricarpes à 1 graine ellipsoïdale, plumeuse.

## Distribution
Environ 280 espèces de pélargoniums ont été répertoriées. Parmi celles-ci, 200 espèces croissent en Afrique du Sud et le reste se répartit en Afrique orientale (16), Péninsule Arabique, Asie Mineure (2), Madagascar (2), Australie (8), île Tristan da Cunha (1) et l'île Sainte-Hélène (1).
Il est surprenant de voir que la grande diversité d'espèces sud-africaines se concentrent sur un très petit territoire à l'extrémité sud de l'Afrique, en particulier dans le Royaume floral du Cap (Cape Floristic Region). C'est une région non seulement remarquable pour la diversité des plantes qui y croissent mais aussi par la proportion énorme d'endémiques (70 %). Les pélargoniums y ont trouvé des niches écologiques aussi bien dans les lais de mer sableux que sur les pentes rocheuses face au désert ou dans la savane. C'est là, dans une région au climat de type méditerranéen, que le fynbos au sol pauvre et sujet aux incendies, héberge 150 espèces de pélargoniums.
Actuellement 22 espèces de pélargoniums sud-africains sont en danger d'extinction.

## Critères de distinction desGeraniumdesPelargonium
Geranium et Pelargonium en tant que Geraniacées possèdent un fruit allongé, composé de 5 méricarpes, disposés autour d'un axe central (le bec), qui se séparent à maturité.
Les caractéristiques principales de chaque genre peuvent être résumées dans le tableau suivant de D. M. Miller :
| Critères distinctifs                                                                  | |
| Geranium                                                                              | Pelargonium |
| Geranium rotundifolium                                                                | Pelargonium graveolens |
| Fleur régulière (à symétrie radiale) tous les pétales de forme et de taille semblable | Fleurs irrégulière (à symétrie bilatérale) en général, les 2 pétales supérieurs et les 3 pétales inférieurs ont des formes différentes |
| sans hypanthium                                                                       | Présence d'un hypanthium (formé par la fusion éperon+pédicelle)                                                                        |
| 10 étamines fertiles                                                                  | Moins de 10 étamines fertiles |
| Principalement des plantes herbacées                                                  | Arbustes, arbrisseaux, plantes herbacées                                                                                               |
| Généralement rustiques                                                                | Généralement sensibles au gel |
| Répartis essentiellement dans les régions tempérées de l'hémisphère nord              | Répartis essentiellement dans l'hémisphère sud                                                                                         |

Ces oppositions schématiques doivent être raffinées si on prend en compte toutes les espèces, même les plus rares. Voir ci-dessous, la section Classification phylogénétique où les sous-genres Parvulipetala et Paucisignata (de Pelargonium) comportant des fleurs à pétales de taille semblable.

## Classification morphologique des espèces sauvages
Les espèces sauvages du genre Pelargonium reçurent plusieurs tentatives de classification morphologique au cours du XIXe siècle, par Sweet en 1820 qui multiplia les genres puis par Augustin Pyrame de Candolle en 1824 qui fusionna les genres de Sweet en sections. La classification de Knuth (1912) donne 15 sections auxquelles Van der Walt (1977-1988) a rajouté Chorisma, Reniformia et Subsucculentia.
Les classifications les plus récentes s’appuient sur les études moléculaires mais les subdivisions de Pelargonium plus anciennes s'appuyaient sur la morphologie et le nombre de chromosomes. Ainsi, Albers avait proposé en 1988 de les diviser en deux clades en fonction du nombre et de la taille des chromosomes. Les sous-genres ainsi délimités (nommés Ciconum et Pelargonium) sont ensuite divisés en sections, souvent en conformité avec les classifications morphologiques anciennes et en rassemblant les aires géographiques dont les conditions climatiques déterminent un type de végétation particulier (la classification ci-dessous est celle donnée par Diana Miller).

### Sous-genreCiconium
Les Ciconium qui représentent 23 % des espèces de Pelargonium possèdent de gros chromosomes (taille >1,5 μm de long), au nombre de x=9. Ils ont été divisés en 6 sections. Elles se répartissent dans l'est et le sud de la Province du Cap et dans l'Afrique de l'est, le Yémen et le Moyen-Orient.
1. section Ciconium
C'est une section très importante en horticulture car elle comporte plusieurs espèces qui ont servi à sélectionner les géraniums du groupe zonal (à feuilles zonées) et à feuilles de lierre.

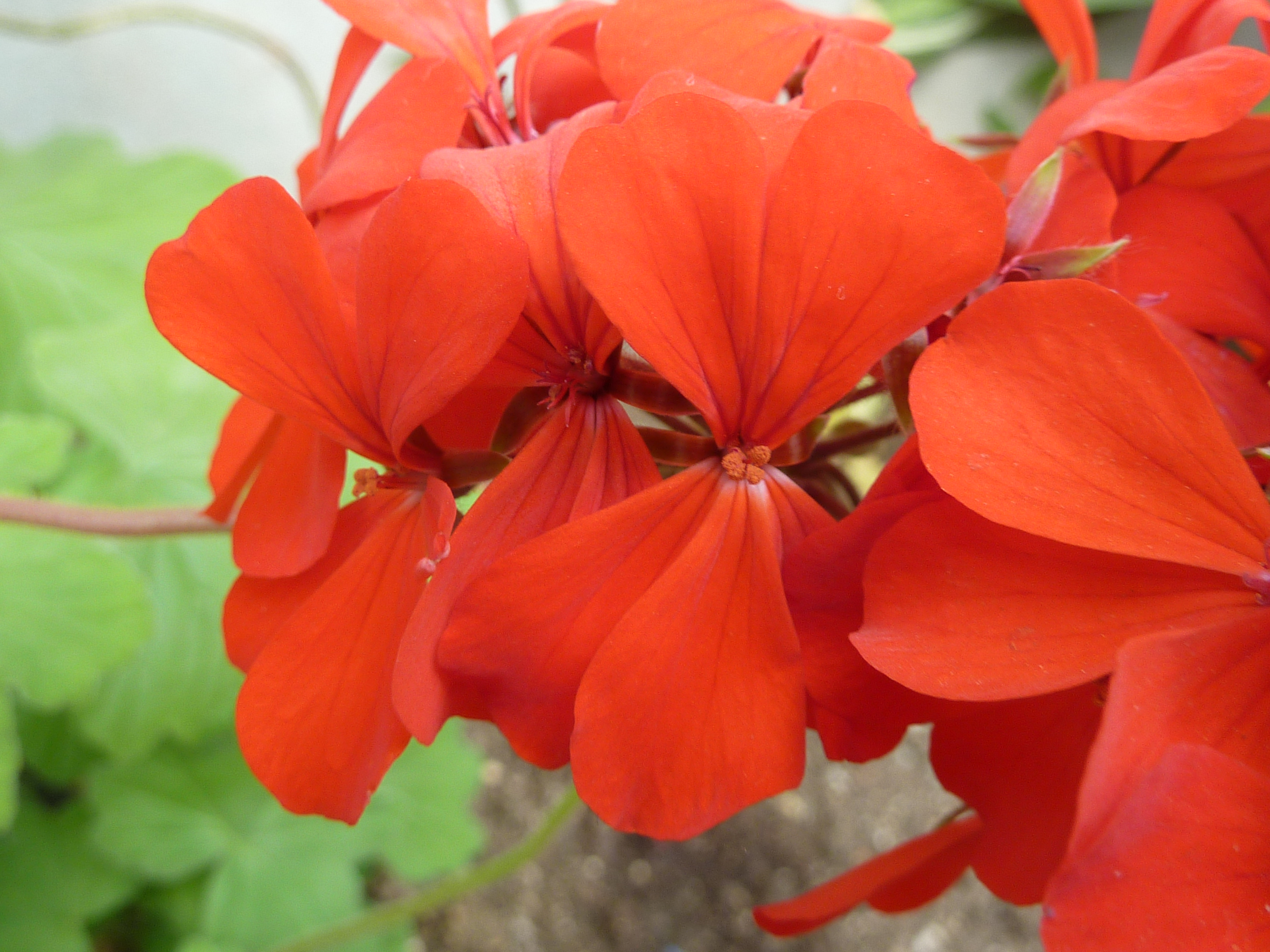
Pelargonium inquinans

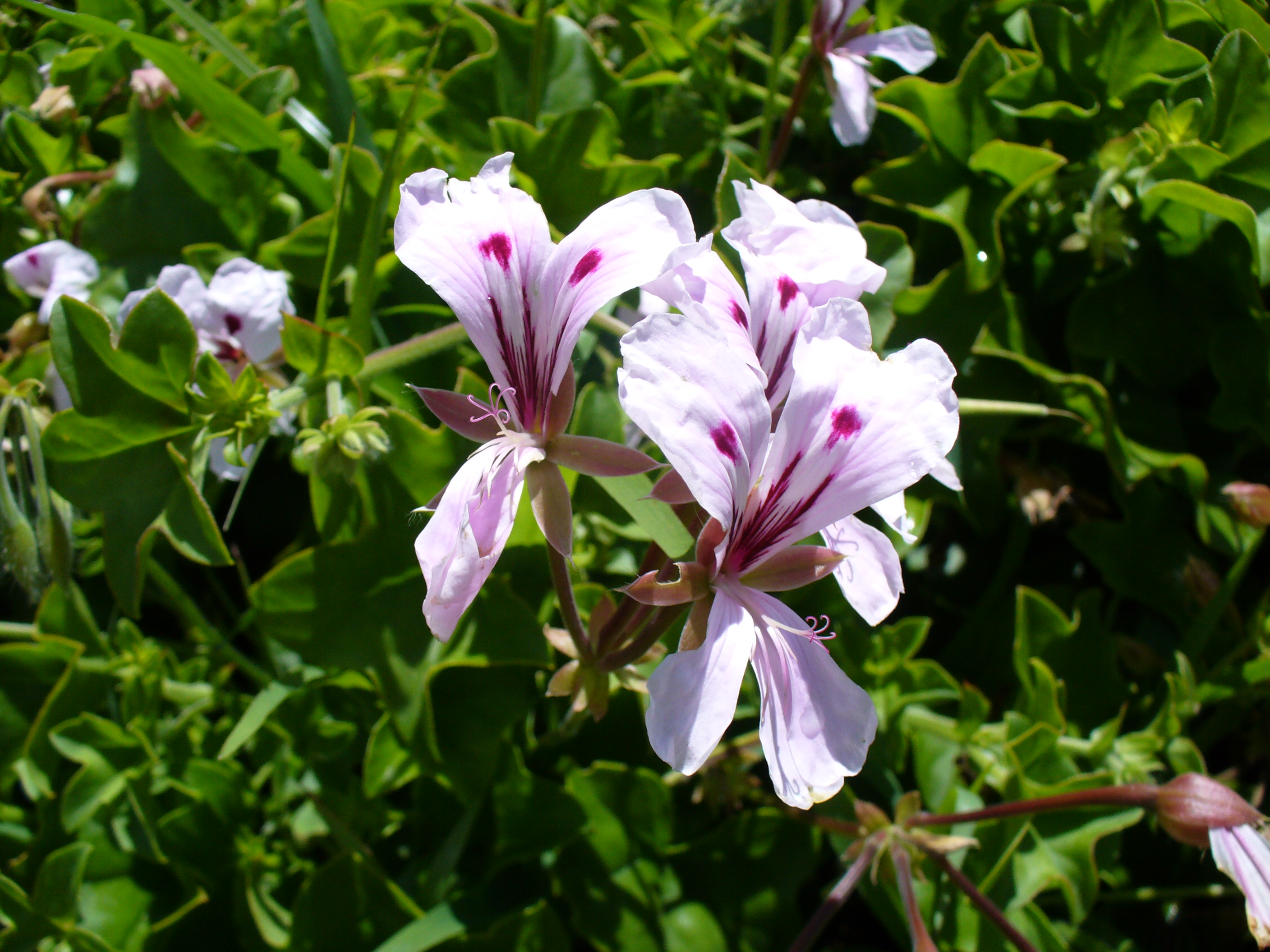
Pelargonium peltatum

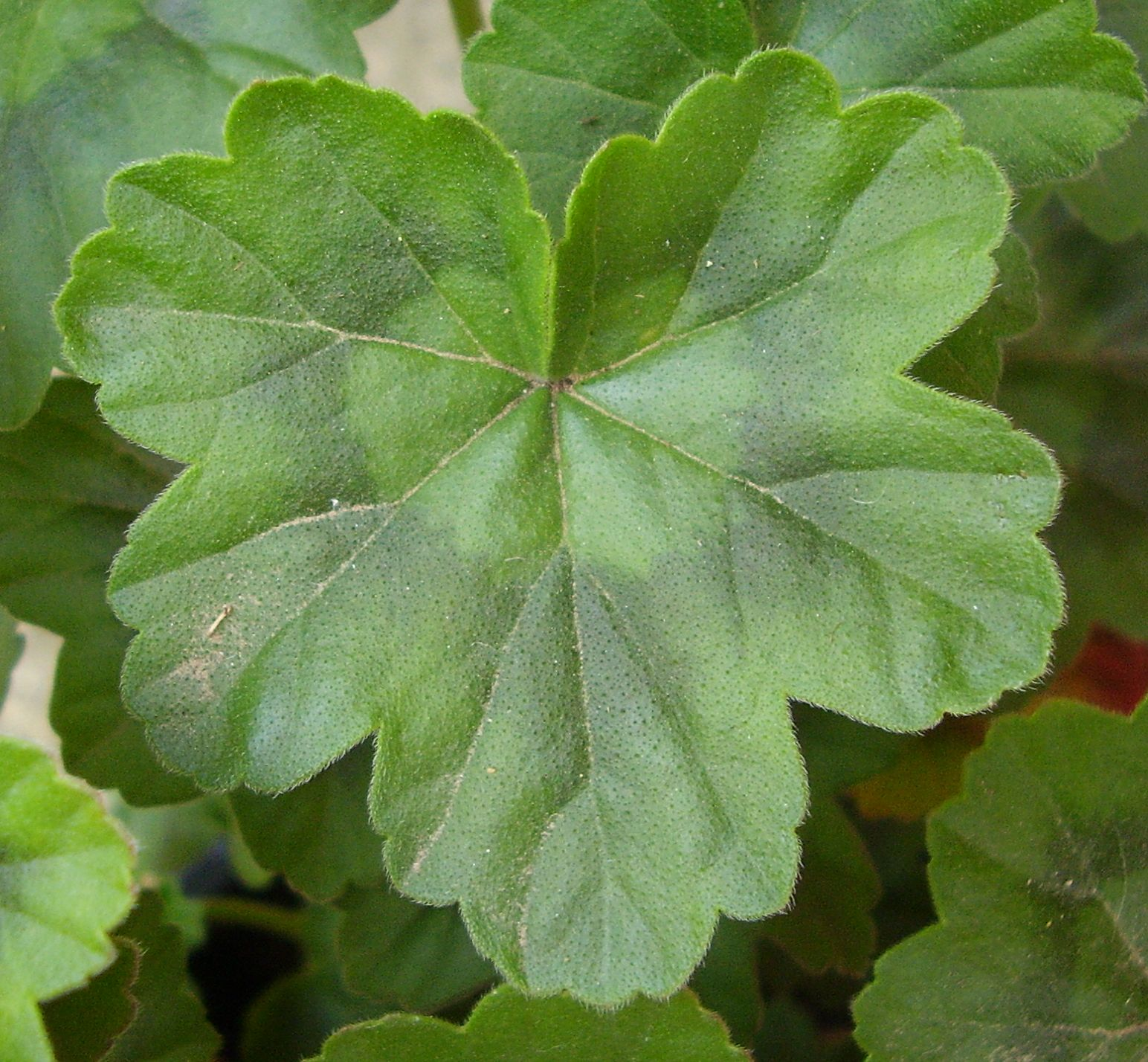
Pelargonium zonale, à feuilles zonées de brun

- Pelargonium inquinans (L.) L'Héritier, le pélargonium écarlate est un sous-arbrisseau, jusqu'à 2 m de haut, avec des poils glanduleux rouges (un trait caractéristique de l'espèce sauvage). Les fleurs sont rouge écarlate, parfois roses ou blanches, de forme assez régulière. On considère[9] généralement que P. inquinans et P. zonale sont les principaux parents des pélargoniums à feuilles zonées. Ces deux espèces sauvages d'Afrique du Sud ont été introduites dès le début du XVIIIe siècle dans les jardins d'Europe.
- Pelargonium peltatum (L.) L'Hér. est une espèce rampante ou grimpante, avec des feuilles légèrement aromatiques, généralement peltées à 5 lobes triangulaires. Les fleurs sont fortement zygomorphes, blanches, roses ou légèrement pourpre. P. peltatum fut introduit en Europe dès 1700 et constitue le parent principal de la série de cultivars nommés « géranium-lierre ».
- Pelargonium zonale (L.) L'Hér., le pélargonium à feuilles zonées est un sous-arbrisseau érigé ou grimpant dans la broussaille, avec des feuilles orbiculaires, d'un vert tendre parcouru d'une "zone" annulaire d'un brun plus ou moins pourpré. Les pétales sont de taille semblable. Il est à l'origine, avec d'autres espèces sauvages, des « géraniums zonaux »  (ou groupe zonal) eux aussi marqués d'une zone foncée sur la feuille.

2. section Chorisma

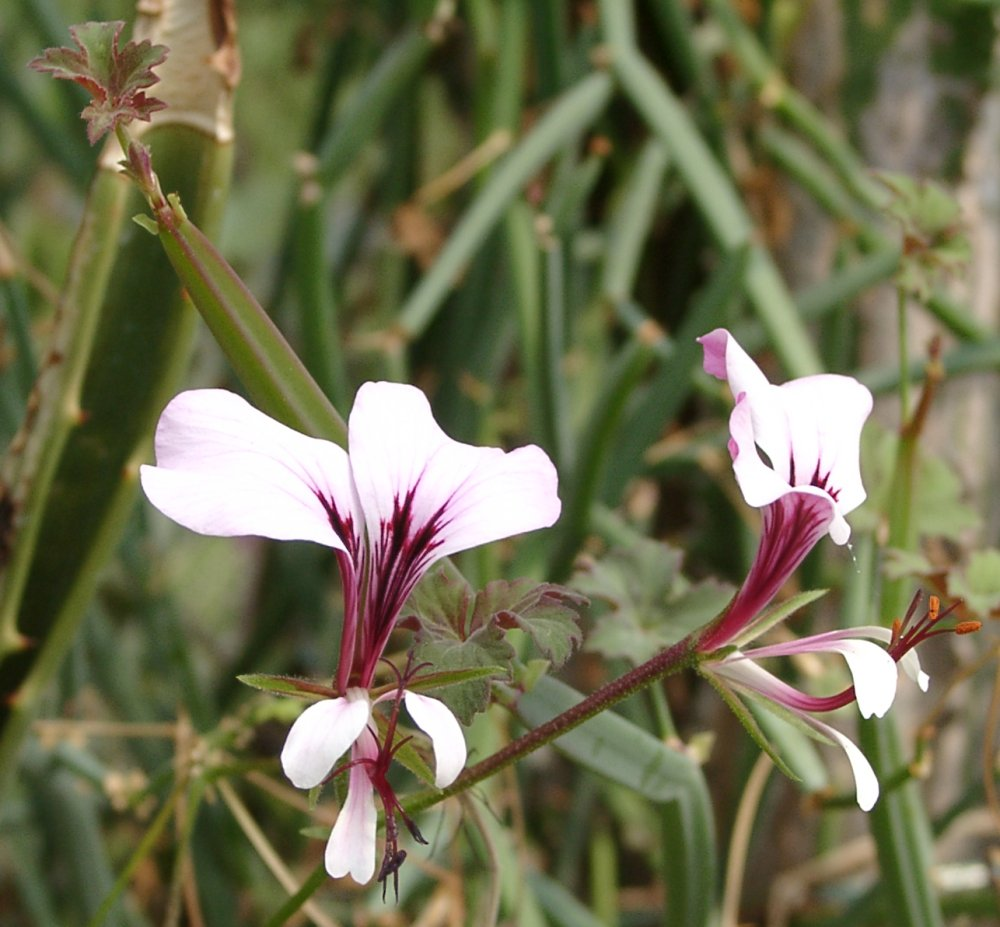
P. tetragonium

Ce sont des arbrisseaux ou sous-arbrisseaux avec des feuilles simples portées par un pétiole plus long que le limbe, et une fleur comportant 2 très grands pétales supérieurs, et 2 ou 3 pétales inférieurs plus petits.
- Pelargonium tetragonum (L. f) L'Hér. est une espèce avec des tiges succulentes, quadrangulaires, à feuilles cordiformes et avec de grandes fleurs crème ou rose pale sur un long pédoncule. Elle fut collectée par Francis Masson et introduit au jardin de Kew en 1774.

3. section Myrrhidium
La plupart des espèces de cette section sont des plantes herbacées avec des feuilles pennées.
- Pelargonium myrrhifolium (L.) L'Hér. est un sous-arbrisseau à croissance lente, aux feuilles pinnatifides. C'est une espèce très variable dans la nature. Ce fut l'un des premiers pélargoniums à être introduit en Europe.

4. section Jenkinsonia
La plupart des espèces sont des sous-arbrisseaux, quelquefois avec des racines tubéreuses.
- Pelarginium antidysentericum (Ecklon and Zeyher) Kosteletzky est une espèce avec un très gros tubercule, avec de fines branches devenant ligneuse avec le temps. Le tubercule énorme était utilisé par les Hottentots dans le traitement de la dysenterie  et de l'anémie.

5. section Subsucculentia
6. section Quercetorum
- Pelargonium quercetorum  a de grosses racines et des fleurs avec 2 grands pétales rouge magenta et 7 étamines fertiles.

### Sous-genrePelargonium
Les espèces de ce sous-genre ont toutes de petits chromosomes (taille <1,5 μm de long). Elles ont été regroupées en 8 sections, représentant 77 % de l'ensemble des Pelargonium. La plupart croissent dans les régions à pluies hivernales et été sec, de type méditerranéen.
1. section Campylia
Les plantes sont petites, avec de courtes tiges et un système racinaire important permettant à la plante d'aller chercher de l'eau en profondeur. Les fleurs sont très ouvertes, avec cinq (parfois quatre) gros pétales. Le nombre chromosomique de base est x=10.
- Pelargonium ovale (Burman f.) L'Hér. aux fleurs blanches à roses, et cinq étamines fertiles.

2. section Otidia
Ce sont des espèces très à part avec des tiges succulentes et des feuilles composées.
- Pelargonium carnosum (L.) L'Hér. est une plante succulente d'environ 30 cm de haut et aux fleurs presque régulières blanches, teintées de vert.

3. section Pelargonium
C'est une section très importante tant pour l'horticulture que pour la production d'huile essentielle, appelée « huile de géranium ». On y trouve les espèces ancêtres des pélargoniums au feuillage odorant, Angel, Unique ainsi que P. cucullatum, ancêtre des pélargoniums Regal ainsi que P. capitatum et P. radens ancêtres des géraniums rosats.
La majorité de ces espèces sauvages se trouvent au sud et sud-ouest de la Province du Cap, principalement dans les régions côtières.
Les espèces de la section Pelargonium sont arbustives, avec un feuillage aromatique, et des fleurs blanches, roses ou pourpres mais ni rouges ni jaunes, avec des pétales supérieurs plus grands que les inférieurs ; ils ont 7 étamines fertiles. Le nombre chromosomique de base est x=11.
- Pelargonium betulinum (L.) L'Hér., a des fleurs roses ou rose pourpre, parfois blanches, aux pétales supérieurs veinés de rouge et aux pétales inférieurs plus petits et non marqués. Cette espèce fut introduite dans les jardins européens au milieu du XVIIIe siècle. Des hybridations spontanées avec P. cucullatum s'observent dans la nature et constituent probablement des ancêtres des pélargoniums Regal et Unique.
- Pelargonium capitatum (L.) L'Hér. est une plante couverte d'une pilosité plus ou moins dense, avec un feuillage dégageant une légère odeur de rose[26], et des fleurs mauve-rose groupées dans des têtes denses. Cette espèce sud-africaine fut l'une des premières à être importée en Hollande d'où elle fut envoyée en Angleterre en 1690.
- Pelargonium citronellum J.J.A. van der Walt, est une plante buissonnante pouvant atteindre 2 m, et dont le feuillage dégage une forte odeur de citron.

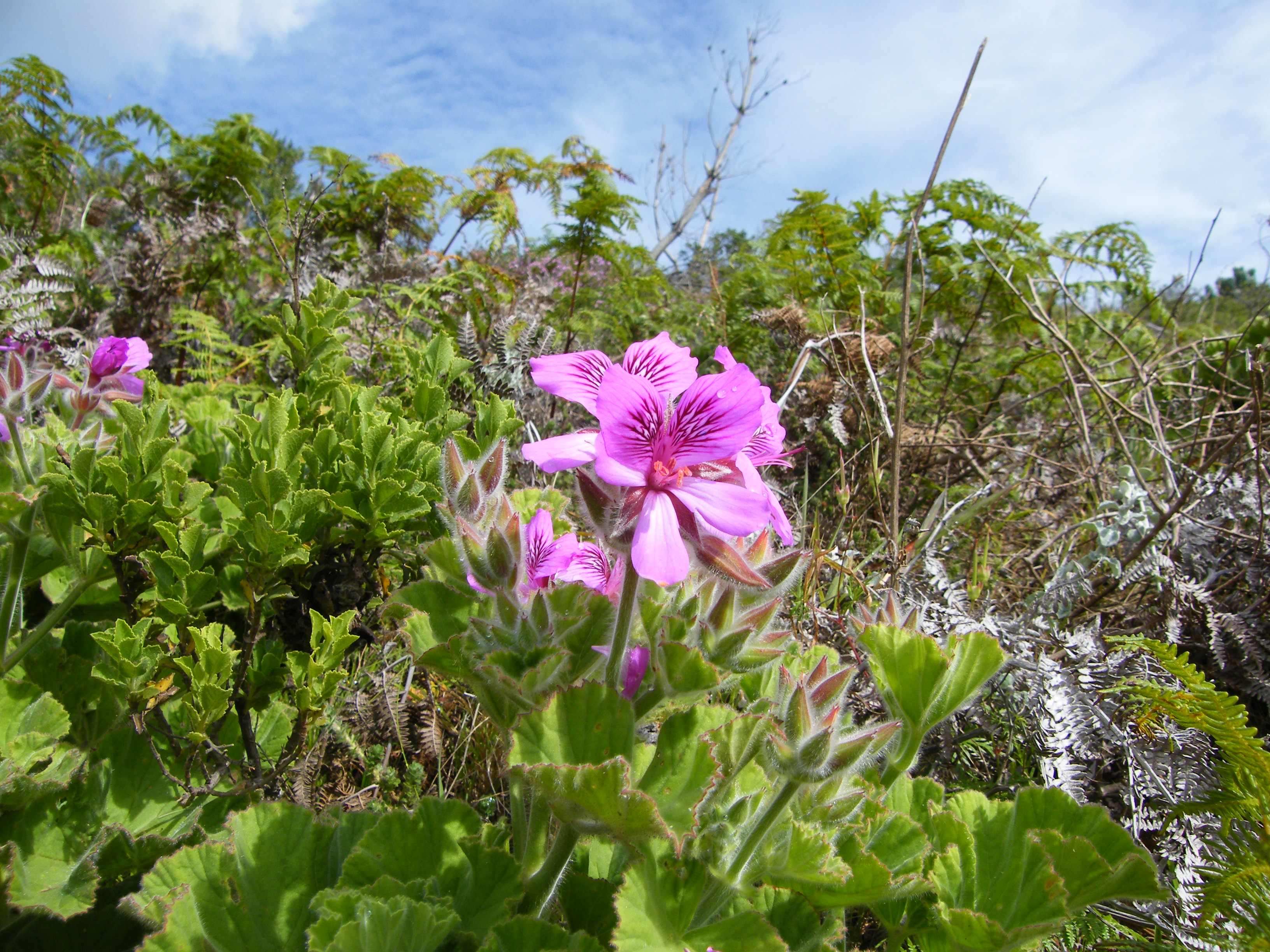
P. cucullatum

- Pelargonium cucullatum (L.) L'Hér. est une espèce buissonnante jusqu'à 2 m de haut, aux grosses fleurs rose-pourpre, qui fut cultivée dès le début du XVIIIe siècle. Elle est à l'origine du groupe Regal des cultivars de pélargoniums.
- Pelargonium graveolens est un arbrisseau érigé, vigoureux, allant jusqu'à 1,5 m de haut, dégageant une odeur de menthe[26], aux feuilles velues et aux fleurs roses à pourpre rosé. Le nom de ce pélargonium est aussi utilisé fautivement pour désigner les cultivars (hybrides) de Pelargonium groupe rosat (dits aussi géraniums rosats). L'espèce P. graveolens trouvé à l'état sauvage dans le nord de l'Afrique du Sud a des fleurs blanches et des feuilles profondément divisées
- Pelargonium 'Rosé' est le cultivar typique et principal de La Réunion, cultivé pour son parfum de rose. C'est un hybride de P. capitatum et P. radens.
- Pelargonium radens H.E. Moore est un arbrisseau érigé et aromatique, pouvant atteindre 1 m de haut. Ses feuilles rugueuses sont très divisées en étroits segments et ses fleurs sont rose pâle. L'espèce a été introduite au Jardin de Kew par Francis Masson en 1774.
- Pelargonium scabrum L'Hér. est un arbrisseau érigé, aux feuilles rugueuses, à odeur de citron.
- Pelargonium grandiflorum (Andrews) Willdenow est une espèce non velue, aux feuilles à 5-7 lobes palmés. Elle aussi fut introduite par Francis Masson et servit dans les hybridations effectuées au XIXe siècle.

4. section Hoarea
Les espèces de cette section croissent dans les régions arides et inhospitalières, à pluies hivernales, de l'ouest et du sud-ouest de la Province du Cap. Avec 80 espèces, c'est la section la plus importante des pélargoniums. La plante meurt après floraison et passe la majorité du temps en dormance dans la terre. Le feuillage apparaît après les pluies de hiver austral mais la floraison ne se fait que quand les feuilles sont mortes.
- Pelargonium auritum (L. f) Willdenow est une espèce tubéreuse, avec des feuilles très variables, de simples à bi-pinnatifides et des fleurs d'un pourpre sombre, roses ou blanches. Elle est connue en Europe depuis 1697.
- Pelargonium fulgidum (L.) L'Hér. est une espèce poilue, rampante ou grimpante, aux fleurs écarlates. C'est une des premières espèces à avoir été introduites en Hollande au début du XVIIIe siècle et de là en Italie et en Angleterre. Elle s'hybride facilement avec de nombreuses espèces et a donné des cultivars comme 'Scarlet Unique' et peut-être quelques Regal.

5. section Peristera
Cette section représente 17 % des pélargonium mais comporte beaucoup d'espèces herbacées, à vie courte et à petites fleurs.
- Pelargonium cotyledonis (L.) L'Hér., à tiges succulentes, robustes, à fleurs blanches, endémique de l'île de Sainte-Héléne.
- Pelargonium odoratissimum (L.) L'Hér., plante herbacée, aux fleurs blanches et à odeur de pomme. Cette espèce est cultivée en Europe depuis son introduction en 1724.
- Pelargonium sidoides (ou pélargonium du Cap ou "géranium du Cap"), que l'on ne trouve que dans certaines régions d'Afrique du Sud. On extrait de sa racine une substance (appelée en zoulou "umckaloabo" signifiant "toux sévère") qui recouvre les muqueuses des voies respiratoires d'un film protecteur empêchant la fixation des virus et bactéries, ce qui est le principe mécanique utilisé par un produit comme Vicks Premières défense[n 5]. L'Umckaloabo est commercialisé par le laboratoire Schwabepharma à Küssnacht. 
En 2010, à la suite d'un recours déposé par des communautés sud-africaine, l’African Center for Biosafety et la Convention sur la diversité biologique, l’Office européen des brevets a abrogé le brevet détenu par Schwabe sur cette plante, car ce remède est issu d'un savoir ancestral sud-africain et son appropriation commerciale relèverait de la biopiraterie. Ce médicament « Umckaolabo » à base de Pelargonium de la firme Schwabe a fourni d'importants profits à l'entreprise qui ne les a pas partagés avec les communautés locales sud-africaines (comme l'impose la Convention sur la diversité biologique des Nations unies)[27].

6. section Polyactium

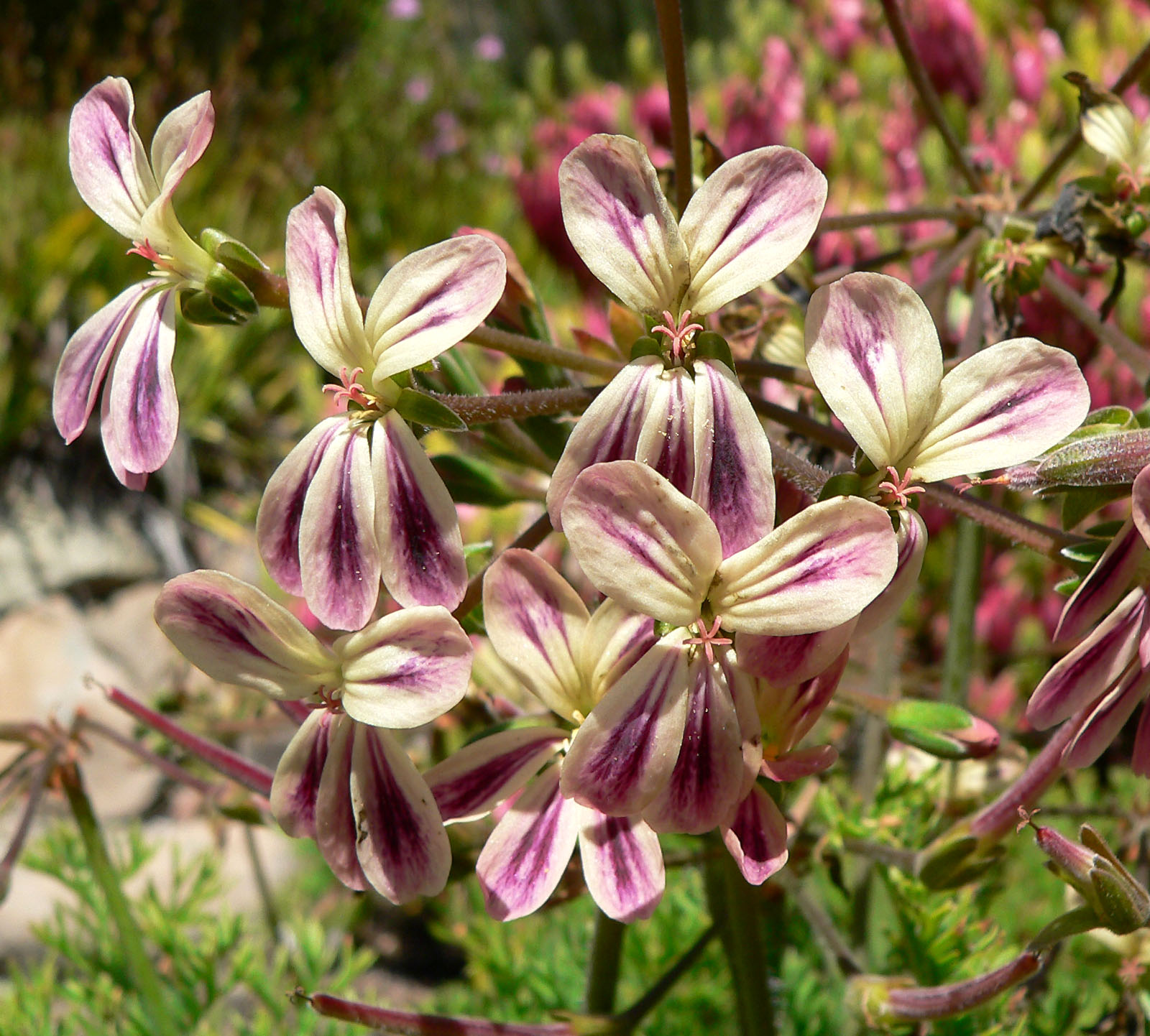
Pelargonium triste le premier pélargonium à être cultivé en Europe

Elle comporte des espèces à fleurs presque régulières, jaunâtres, verdâtres ou brunes, odorantes la nuit, avec 6-7 étamines fertiles.
- Pelargonium triste (L.) L'Hér. est une plante possédant un gros tubercule (une géophyte), et une tige aérienne succulente et courte. Les feuilles basales sont très découpées en étroits segments, un peu comme la feuille de carotte. La fleur est tachée de brun pourpre, parfois jaune, odorante la nuit, avec 7 étamines fertiles. C'est le premier pélargonium à avoir été introduit en Europe au début du XVIIe siècle. On le trouve probablement d'abord en Hollande, puis à Paris en 1621 et dix ans plus tard à Londres[13].

7. section Gibbosum
8. section Magnistipulacea

## Classification phylogénétique
Les analyses phylogénétiques ont distingué trois clades, nommés A, B et C (Weng et als, 2012). L'analyse par ces auteurs de six gènes (de plastes et de mitochondries) de 58 espèces de Pelargonium a confirmé la monophylie de ces trois clades mais pas de toutes les sections. Ils proposent en conséquence d'introduire deux sous-genres, basés sur les clades A+B et C et 7 sections basées sur les sous-clades.
En 2014, Röschenbleck et als reprennent les analyses mais avec des données bien plus importantes (110 taxons en tout) et confirment la première division du genre en deux clades, caractérisés par la longueur des chromosomes. Ils divisent cependant chacun d'eux en deux sous-clades, suggérant la présence de 4 sous-genres, correspondant aux clades A, B, C1 et C2 des analyses antérieures. L'évolution des caractéristiques de la morphologie florale et des constituants phénoliques servent ensuite à délimiter leur extension. Le clade A, avec 167 espèces est le plus important.
Cette étude de Röschenbleck et al. (2014) propose donc une révision de la classification des sous-genres de Pelargonium :
1. sous-genre Magnipetala Roeschenbl. & F. Albers, correspond au cladeC1, avec 24 espèces, type: Pelargonium praemorsum (Andrews) F Dietrich
2. sous-genre Parvulipetala Roeschenbl. & F. Albers, correspond au clade B, avec 39-42 espèces, type: Pelargonium hypoleucum Turczaninow
3. sous-genre Paucisignata Roeschenbl. & F. Albers, correspond au clade C2, avec 25-27 espèces, type: Pelargonium zonale (L.) L'Hér. in Aiton
4. sous-genre Pelargonium  L'Hér., correspond au clade A, avec 167 espèces, type: Pelargonium cucullatum (L.) W. Aiton

divisés en 16 sections 

### sous-genreMagnipetala
Sous-arbrisseau pérenne ou à vie courte, fleur à 5 pétales (parfois 4) de couleur en général blanche, croissant dans les régions à pluies hivernales d'Afrique du Sud ; nombre de chromosomes x=11 et 9 ; divisé en 3 sections :
- section Chorisma (Lindley ex Sweet) de Candolle - 4 espèces
- section Jenkinsonia (Sweet) de Candolle - 11 espèces
- section Myrrhidium de Candolle - 8 espèces

### sous-genreParvulipetala
Plantes pérennes, certaines annuelles, fleur à 5 pétales de taille égale, de couleur blanche, rose à un rouge pourpre profond, croissant principalement en Afrique du Sud ; nombre de chromosomes x=7-19 ; divisé en 3 sections
- section Isopetalum (Sweet) de Candolle - 1 espèces (Pelargonium cotyledonis (L.) L'Hér.)
- section Peristera de Candolle - 30 espèces
- section Reniformia (Knuth) Dreyer - 8 espèces

### sous-genrePaucisignata
Sous-arbrisseaux érigés, parfois rampants, rarement géophytes ou semi-géophytes, fleurs à 5 pétales de taille égale, de couleur rose à rouge, parfois blanche, croissant dans les régions à pluies estivales d'Afrique du Sud ; nombre de chromosomes x=principalement 9 ou 10 mais aussi 4-18 ; divisé en 2 sections
- section Ciconium (Sweet) Harvey - 16 espèces
- section Subsucculentia J.J.A. van der Walt - 3 espèces

### sous-genrePelargonium
En général plante pérenne, xérophyte, caduque, avec beaucoup de géophytes et sous-arbrisseaux succulents, et moins fréquemment des sous-arbrisseaux, persistants ou des plantes herbacées annuelles, avec des fleurs à 5 pétales de couleur rose, pourpre ou jaune, croissant dans les régions à pluies hivernales d'Afrique du Sud et de Namibie ; nombre de chromosomes x=11 parfois 8-10 ; divisé en 8 sections
- section Campylia (Lindley ex Sweet) de Candolle - 9 espèces
- section Cortusina (DC.) Harvey - 7 espèces
- section Hoarea (Sweet) de Candolle - 72 espèces
- section Ligularia (Sweet) Harvey - 10 espèces
- section Magnistipulacea Roeschenbl. & F. Albers Type: Pelargonium schlecteri Knuth - 2 sous-sections
  - sous-section Magnistipulacea Roeschenbl. & F. Albers Type: Pelargonium schlecteri Knuth - 2 species (P. schlecteri & P. luridum)
  - sous-section Schizopetala (Knuth) Roeschenbl. & F. Albers Type: Pelargonium caffrum (Eckl. & Zeyh.) Steudel - 3 species (P. caffrum, P. bowkeri, P. schizopetalum)

- section Otidia (Lindley ex Sweet) de Candolle - 14 espèces
- section Pelargonium L'Hér. - 34 espèces
- section Polyactium de Candolle - 2 sous-sections
  - sous-section Caulescentia Knuth - 1 espèce (Pelargonium gibbosum)
  - sous-section Polyactium de Candolle - 7 espèces

## Classification des cultivars
Les pélargoniums horticoles sont communément nommés « géraniums » ou « géraniums des fleuristes » d'après un usage très ancien, adopté par les jardiniers bien avant que les botanistes ne s'accordent sur la nomenclature des Geraniaceae.
Suivant the International, Register and Checklist of Pelargonium Cultivars de 2011, il existe 16 000 variétés cultivées de pélargoniums. Ce nombre est considérable sachant le peu d'espèces sauvages leur ayant donné naissance.
Pas mal de confusion règne dans ce domaine car les espèces sauvages, les variétés et les hybrides ne sont pas toujours distingués.
Parmi les espèces cultivées et les cultivars de pélargoniums nous retiendrons ici cinq groupes principaux : groupe zonal, groupe des géraniums-lierre, groupe regal (pélargonium à grandes fleurs), groupe des pélargoniums odorants et groupe des pélargoniums à feuillage coloré :
| Cultivars de Pelargonium |
| 1. Le Groupe zonal des pélargoniums ou Pelargonium ×hortorum, ou Géranium zonal (ou Géranium zoné) désigne une lignée d'hybrides issus des espèces botaniques Pelargonium zonale et Pelargonium inquinans, qui sont communément plantés en pots ou en jardinières. Le groupe zonal est formé de plantes aux tiges succulentes, au port érigé, buissonnant, aux feuilles zonées c'est-à-dire comportant un anneau transversal brun sur fond vert et aux fleurs simples, semi-doubles ou doubles. Ils ont été sélectionnés pour avoir une période de floraison longue et soutenue. Les géraniums zonés, ou pélargoniums à feuilles zonées sont tétraploïdes, principalement dérivés de Pelargonium inquinans et de P. zonale, ainsi que de P. scandens et de P. frutetorum. |
| 2. Les Géraniums-lierre (hybrides), ou Pélargoniums à feuilles de lierre (hybrides), ou Géraniums des balcons ou Pelargonium ×hederaefolium sont dérivés de l'espèce sauvage Pelargonium peltatum. À port généralement retombant, ils sont communément plantés en jardinières sur les balcons ou en suspensions mais ne tolèrent pas les grandes chaleurs. Ils seraient utilisés à cet endroit à l'origine pour éloigner les moustiques et mouches. Ils possèdent de fines tiges souples et des feuilles persistantes, charnues, vernissées et en forme de feuilles de lierre. Les feuilles ont une odeur rappelant celle du vrai lierre. La variété 'Roi des balcons' au port retombant, est rouge vif, très vigoureux et très florifère de mai aux gelées. |
| 3. Le Groupe regal des pélargoniums, Pelargonium ×domesticum ou Pélargoniums des fleuristes ou pélargoniums de fantaisie est un groupe de cultivars dérivés par hybridation des espèces botaniques Pelargonium grandiflorum, Pelargonium fulgidum, Pelargonium cucullatum et Pelargonium angulosum. Principalement cultivé en intérieur, il présente de larges feuilles dentées et palmées (sans aucun zonage foncé) et de grosses fleurs de 5 cm ou plus de diamètre, avec des pétales souvent bicolores et des macules sombres. |
| 4. Les Pélargoniums à feuillage odorant. Certaines espèces sauvages et de nombreux hybrides et variétés contiennent des essences parfumées. Leurs feuilles froissées dégagent une odeur caractéristique qui peut être de pin, amande, citron, citronnelle, chocolat, menthe, agrumes, pomme, poivre, gingembre, eucalyptus, etc. Les fleurs sont généralement plus petites. Pelargonium blandfordianum a une odeur d'amande, Pelargonium odoratissimum de pomme verte, Pelargonium crispum de citron etc. À partir de cultivars obtenus par hybridation de Pelargonium capitatum et de Pelargonium graveolens, et/ou Pelargonium radens, on extrait une huile essentielle utilisée en parfumerie. Ce groupe d'hybrides désignés par le terme générique géraniums rosats ou Pelargonium groupe rosat, sont cultivés pour leur huile essentielle au parfum de rose. Leur culture commerciale commença au début du XIXe siècle à Grasse en Provence. Ils fournissent une huile utilisée dans les parfums et les savons à senteur de rose. |
| 5.Les Pélargoniums à feuillage coloré sont des hybrides à feuilles panachées de blanc, de crème, de rose ou de jaune. Ces géraniums au feuillage bizarre (fancy-leaf, de fantaisie) sont une sous-catégorie du groupe zonal. Ils sont de culture assez délicate. Le Pelargonium 'Mme Salleron' est un panaché bicolore qui était très utilisé en bordure, dans le Jardin des plantes. Il a les feuilles vertes et argentées, bordées de blanc, et la particularité de ne pas fleurir. Le 'Duc d'Anjou' a les feuilles panachées de crème et des fleurs magenta. Le 'Contrast' ou le 'Golden Butterfly' sont des panachés tricolores à dominante jaune. |

## Maladies
Ces plantes peuvent être affectés par diverses maladies :
- L'œdème du pélargonium est dû à un champignon microscopique touchant principalement les géraniums-lierre et les hybrides peltato-zonal
- La pourriture grise, Botrytis cinerea
- La verticilliose, Verticillium albo-atrum touche les pieds et les tiges qui deviennent noirs.
- La rouille, due au champignon Puccina pelardonii-zonalis, se développe par excès d'eau
- Le feu bactérien, xanthomonas du pélargonium, est dû à une bactérie Xanthomonas hortorum pelargonii. Les feuilles se parsèment de taches claires

Les ravageurs sont:
- Les aleurodes (ou mouches blanches). Le plus fréquent est Trialeurodes vaporariorum.
- Le brun du pélargonium (Cacyreus marshalli, petit papillon brun, probablement favorisé par la diffusion dans une grande partie du monde de clones de pélargoniums) produit une petite chenille verte qui peut détruire les jeunes pousses. Encore peu présent, il remonte du Sud de la France.
- Les pucerons.
- Les thrips piquent les feuilles.

## Langage des fleurs
Dans le langage des fleurs, le géranium des fleuristes symbolise la droiture ou le sentiment d'amour.

## Voir aussi

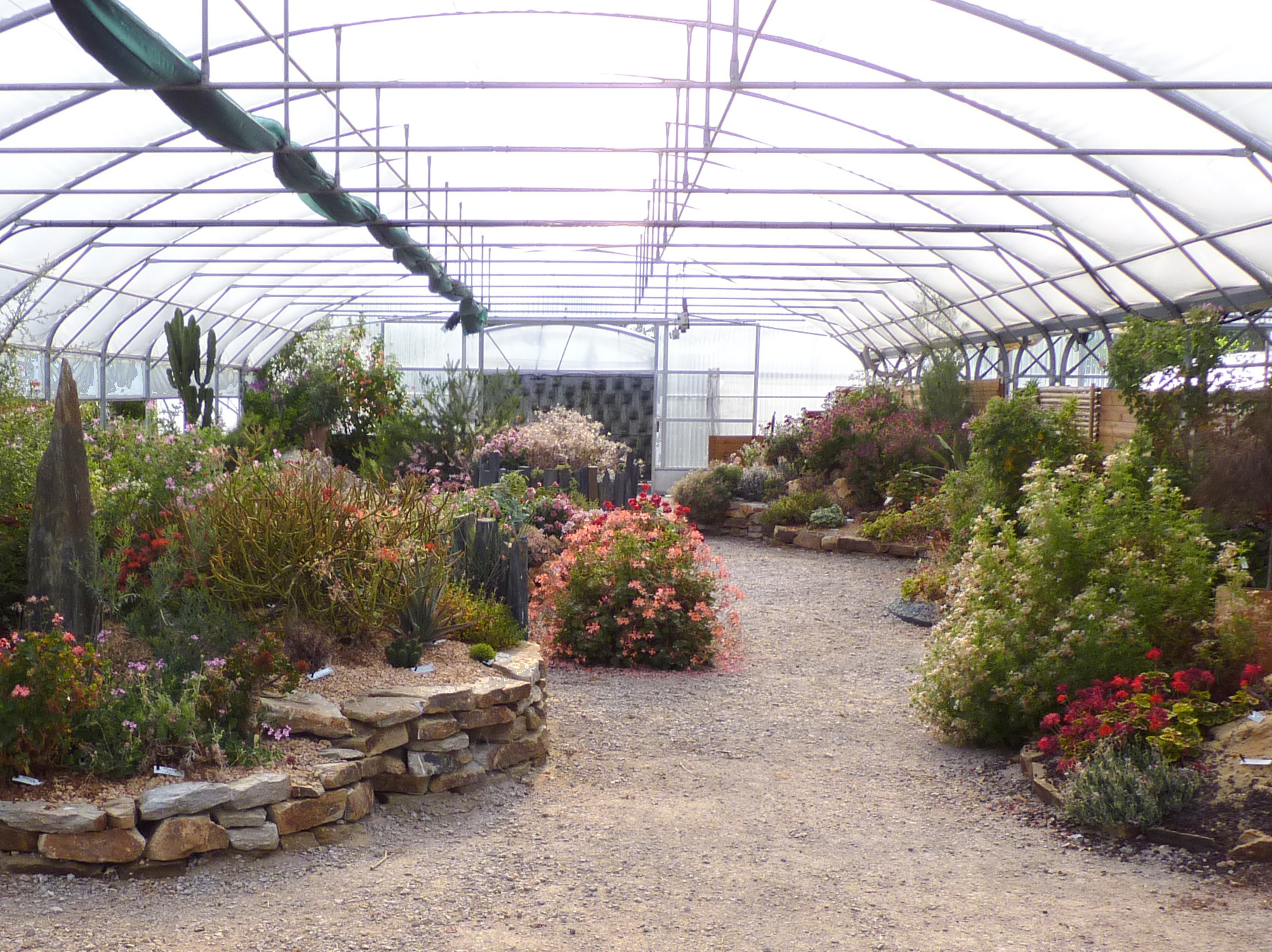
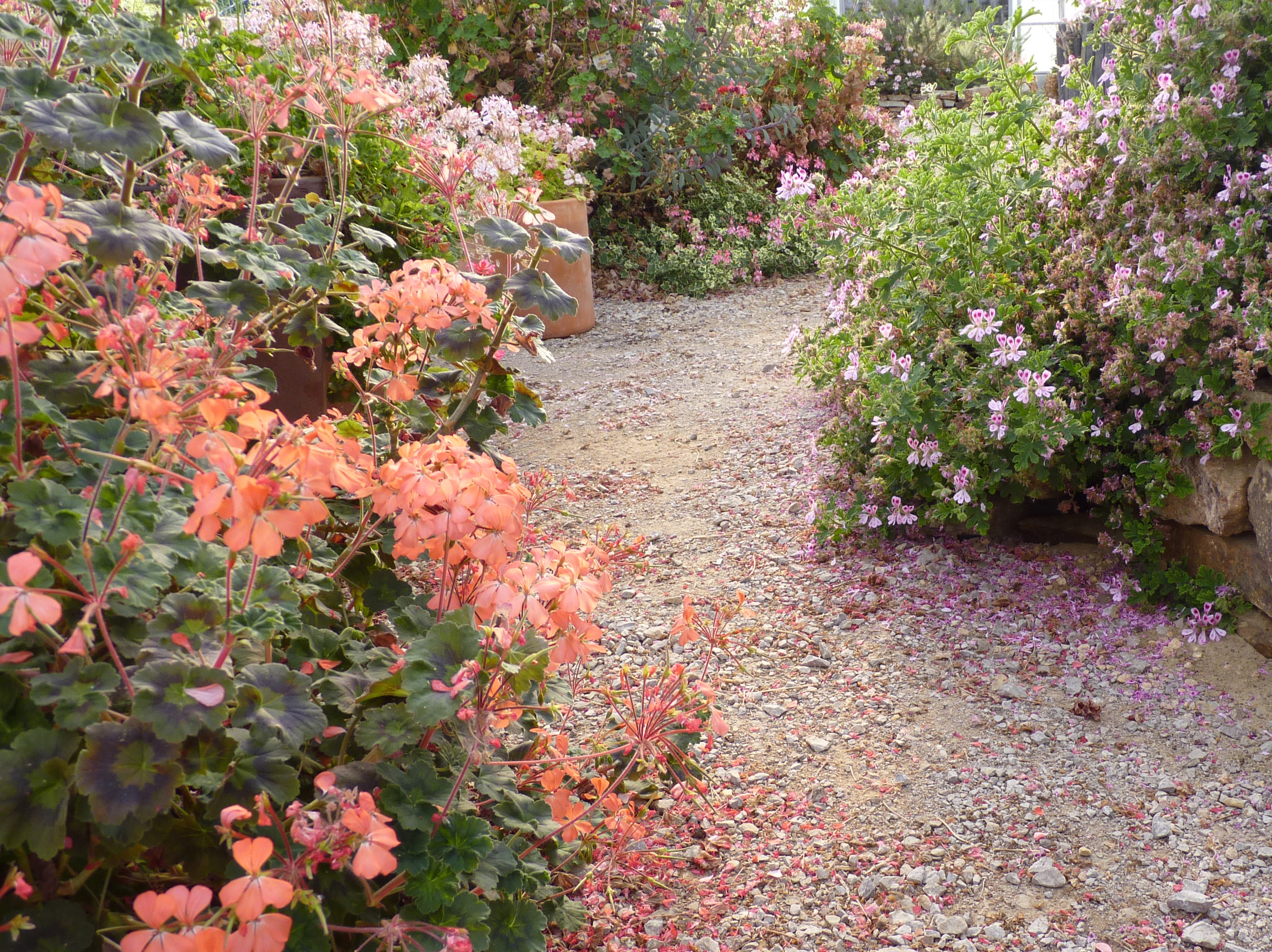
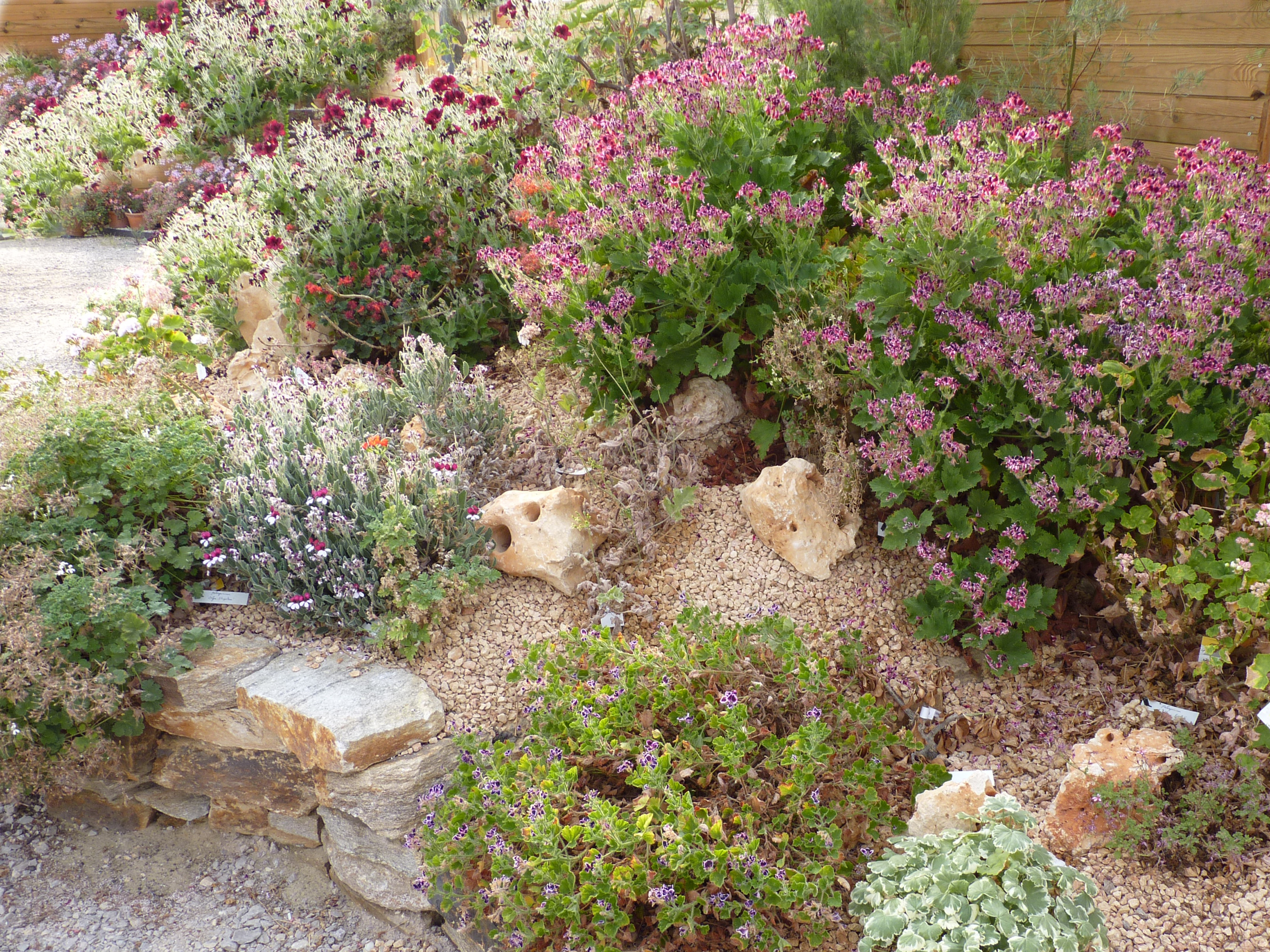
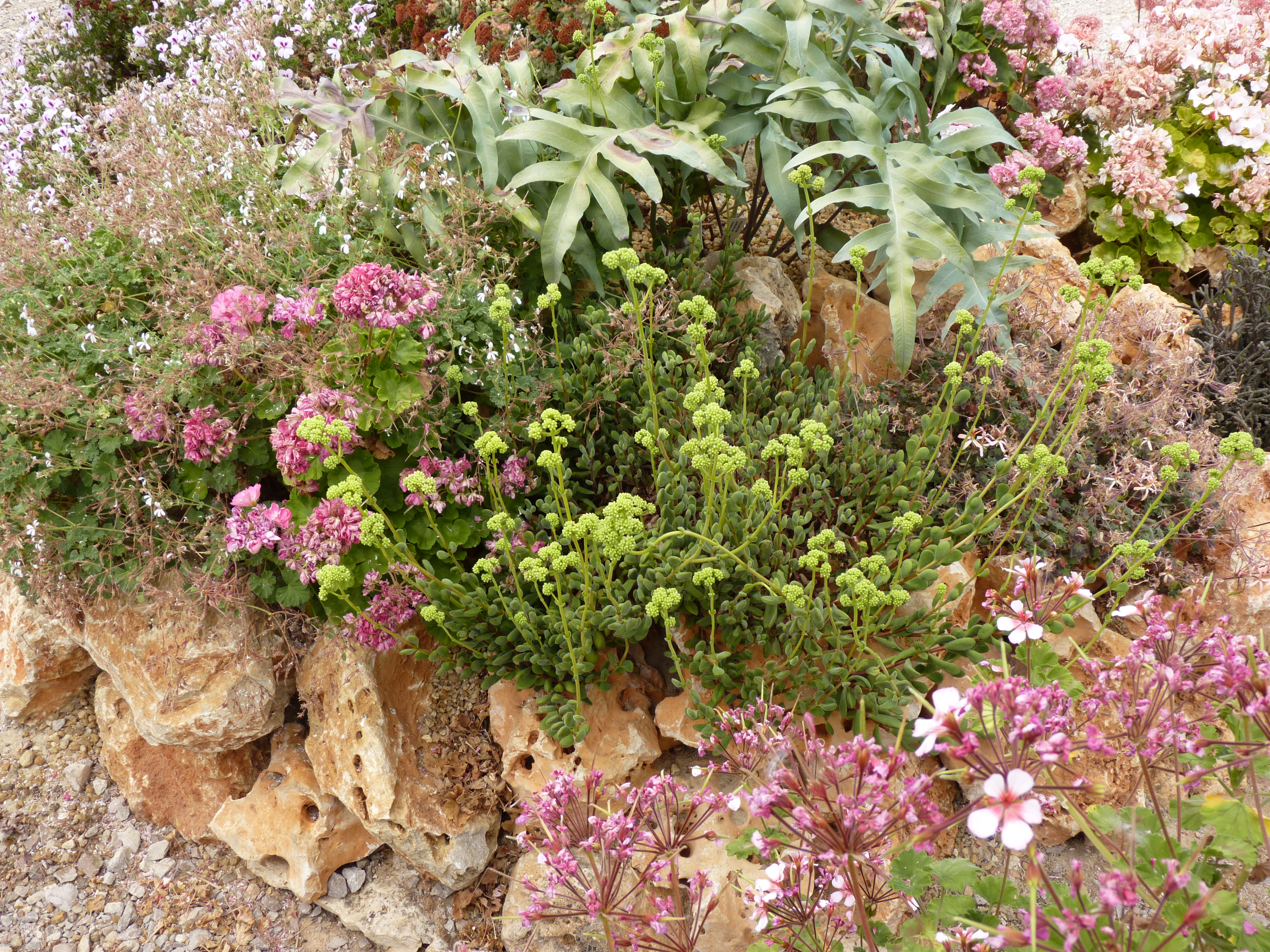